# Roland Kliesow
Roland Kliesow (* 8. Dezember 1941 in Gotenhafen/Gdingen) ist ein deutscher Diplomat und war zuletzt von Juli 2002 bis 2006 Botschafter der Bundesrepublik Deutschland in Peru.

## Ausbildung und Studium
Nach dem Abitur folgte ein Studium der Rechtswissenschaften an den Universitäten von Freiburg, Berlin und Lausanne. Zur Teilnahme an einem Entwicklungshilfeprojekt in Vietnam ließ er sich als Referendar zwischen 1966 und 1968 beurlauben. Nach Abschluss der 2. Juristischen Staatsprüfung folgte von 1970 bis 1972 eine Tätigkeit als Rechtsanwalt und die Promotion zum Dr. iur. im Jahr 1972.

## Auswärtiger Dienst
Nach dem Eintritt in den Auswärtigen Dienst 1972 folgten Verwendungen an den Botschaften in Portugal (Attaché) sowie in Griechenland (Leiter der Rechts- und Konsularabteilung). 1977 wurde Kliesow Persönlicher Referent von Bundeskanzler Helmut Schmidt.
Nach dieser Tätigkeit folgten von 1979 bis 1990 Verwendungen an den Botschaften in Peru (Leiter der Presse- und Kulturabteilung), in den Niederlanden (Leiter der Kulturabteilung) sowie im Auswärtigen Amt (Kulturabteilung, Zentralabteilung). Von 1990 bis 1996 war Kliesow Gesandter und Ständiger Vertreter des Botschafters in Chile. Anschließend wurde er Generalkonsul der Bundesrepublik Deutschland in Breslau.
Von 1999 bis 2002 war Kliesow Leiter der Aus- und Fortbildungsstätte des Auswärtigen Amtes in Bonn und von 2002 bis 2006 Botschafter der Bundesrepublik Deutschland in Peru.